# 班德
班德，是匈牙利维斯普雷姆州所辖的一个村，与维斯普雷姆相距12公里，总面积9.84平方公里，总人口694，人口密度70.5人/平方公里（2010年1月1日）。